# Raúl Chappell
Raúl Enrique Chappell Morales (niekiedy Chapel) (ur. 23 lipca 1911 w Callao, zm. w 1977) – piłkarz peruwiański noszący przydomek Cachinita, obrońca. Później trener.
Urodzony w Callao Chappell rozpoczął karierę piłkarską w 1928 roku w klubie Sport Boys Callao. W 1931 roku przeszedł do Atlético Frigorífico. W 1933 roku wrócił do Sport Boys, z którym zdobył w 1935 roku tytuł mistrza Peru. Sukces ten powtórzył w 1937 roku.
Był rezerwowym zawodnikiem reprezentacji Peru na igrzyskach olimpijskich w 1936 w Berlinie.
W 1938 roku razem z reprezentacją Peru Chappell wygrał Igrzyska boliwaryjskie.
Jako piłkarz klubu Sport Boys wziął udział w turnieju Copa América 1939, gdzie Peru zdobyło mistrzostwo Ameryki Południowej. Chappell zagrał w trzech meczach - z Chile, Paragwajem i Urugwajem.
Chappell w latach 1938–1939 rozegrał w reprezentacji Peru 7 meczów. W 1939 roku zakończył karierę piłkarską i rozpoczął pracę jako trener.
W 1942 roku doprowadził drużynę Sport Boys do kolejnego tytułu mistrza Peru. W 1954 roku prowadził reprezentację Peru do lat 20. Zmarł w 1977 roku w USA.